# スコティッシュ・ボーダーズ
スコティッシュ・ボーダーズ（The Scottish Borders、スコットランド語: The Mairches、スコットランド・ゲール語: Crìochan na h-Alba）は、スコットランドの32のカウンシル・エリアの一つ。しばしばボーダーズと略称で呼ばれるが、これは旧称でもある。州都はニュータウン・セント・ボスウェルズ。1975年にベリックシャー、ピーブルズシャー、ロクスバラシャー、セルカークシャーにミッドロージアンの一部を加えて設置された。現在の名称となったのは1996年からである。州内の人口は、2006年現在で110,200人。面積は4,732平方キロメートル。

## 地理
州内を西から東へツイード川が流れ、丘が多い。東部はマースという平坦な地域である。ツイード川はベリック＝アポン＝ツイード近郊で北海に注ぎ、下流の約30 kmの区間ではイングランドとスコットランドの国境も兼ねる。
主な町はガラシールズ、セルカーク、ホーウィック、ジェドバラ、アールストン、ケルソー、セント・ボスウェルズ、メルローズ、ツイードバンクである。

## 歴史
広義の「ボーダーズ」はイングランドとスコットランドの国境地帯全体を指す言葉であり、現在のスコティッシュ・ボーダーズの他にスコットランド側はダンフリースシャー、カークカドブライトシャー（以上現・ダンフリーズ・アンド・ガロウェイ）、イングランド側はノーサンバーランド（現・ノーサンバーランド）、カンバーランド、ウェストモーランド（以上現・カンブリア）をも含んでいた。
スコティッシュ・ボーダーズのうち、特にイングランドとの国境に接するロクスバラシャーとベリックシャーはイングランドとの紛争のまっただ中におかれ、スコットランド独立戦争をはじめとしたの戦争やボーダー・リーバーによる略奪などによって多くの城や僧院・町が廃墟と化した。
スコティッシュ・ボーダーズの人々は自分たちの地域と歴史に非常に誇りを持っており、しばしば自身を「ボーダラーズ」（Borderers）と呼ぶ。
地名にスコットランド・ゲール語から派生したものが多い。しかし5世紀までに勢力を失い、代わってブリトン語と古英語が主言語となった。古英語からスコットランド語や現在のスコットランド英語が派生した。

## 交通
スコティッシュ・ボーダーズにはヴィクトリア朝期に鉄道網が敷かれたが、第二次世界大戦後、ビーチング報告に基づくイギリス国鉄路線網の大幅な整理により廃止された。2007年にスコットランド議会はこのうちのウェイヴァリー線の再整備を決定し、2015年にボーダーズ・レールウェイとしてエディンバラからツイードバンクまでが開通した。このほかにイースト・コースト本線が沿岸部を通っているが、こちらには駅は存在しない。
州内の町はバス網でつながっている。高速バスは、主要な町とエディンバラ及びカーライルの駅とを往復する。
州内には商業空港がなく、最寄りの空港は国際空港でもあるエディンバラ空港、ニューカッスル空港である。